# Volksfront
Volksfront bezeichnet oft unscharf ein politisches Bündnis linker Parteien untereinander oder auch eine Koalition von Linksparteien mit liberalen oder anderen bürgerlichen Kräften. Der Begriff wird/wurde auch von rechtsextremen Organisationen wie Volksfront International oder der burischen Afrikaner Volksfront benutzt.
Innerhalb der Politikwissenschaft wird der Begriff enger gefasst. Hier bezieht sich Volksfront insbesondere auf die Volksfrontbündnisse der in der Kommunistischen Internationale (Komintern) organisierten Kommunistischen Parteien (KPs) mit anderen Parteien und Organisationen im Europa der Zwischenkriegszeit in den 1930er Jahren.

## Hintergrund
In der strengen marxistischen Theorie des Klassenkampfes sind Proletariat und Bourgeoisie eigentlich antagonistische Klassen, die einander bekämpfen. Während der Revolution von 1848/49 meinten Marx und Engels allerdings, dass sich das Proletariat dem Bürgertum anschließen solle, um mitzuhelfen, bürgerliche Freiheitsrechte zu erkämpfen, deren Wert auch für die kommunistischen Theoretiker unbestritten war. Gleichzeitig hofften Marx und Engels, die Arbeiterklasse würde den Sieg der bürgerlichen Revolution ausnutzen können und sie bis zur proletarischen Revolution fortsetzen.
Nach der Russischen Revolution wurde 1919 in Moskau die Kommunistische Internationale (Komintern) ins Leben gerufen. Die Komintern diente der Kommunistischen Partei der Sowjetunion (KPdSU (B)) als Einflussinstrument auf die anderen Kommunistischen Parteien in Europa. Kern der von der KPdSU (B) dominierten Komintern-Ideologie war der Kampf gegen Sozialdemokraten, Sozialisten und linksbürgerliche Kräfte, auch wenn diese sich selbst als Teil der Arbeiterbewegung betrachteten. Selbst während der Phase des Aufstiegs des Faschismus in Europa sahen die von Moskau ideologisch und oft auch finanziell abhängigen KP im Rahmen der Sozialfaschismusthese den Hauptgegner nicht im rechten Spektrum. Stattdessen wurden in den Erklärungen der Komintern insbesondere die Sozialdemokraten als Hauptfeind im politischen Kampf genannt und als „Sozialfaschisten“ diffamiert und abqualifiziert.

## Volksfronten in den 1930er Jahren
Nach der Machtergreifung der Nationalsozialisten in Deutschland 1933 wurden neben Kommunisten auch Sozialdemokraten und linksbürgerliche Kräfte in den neu eingerichteten Konzentrationslagern der Nazis inhaftiert. Die bisherige Politik der KPdSU (B) und der Komintern war damit gescheitert.
Ab 1934 begann sich die politische Linie der in der Komintern organisierten kommunistischen Parteien zu ändern. Eine wichtige Rolle wird dabei dem französischen Parti communiste français zugeschrieben, der im Juli 1934 unter Maurice Thorez einen Aktionspakt mit den Sozialisten abschloss. Dies bedeutete einerseits Einigkeit gegen den Faschismus, andererseits gab die französische KP im Rahmen einer „patriotischen“ Wende ihre Kritik an der französischen Kolonialpolitik weitgehend auf.
Die endgültige Wende der Komintern vollzog sich 1935 auf dem VII. Weltkongress. Der Kongress distanzierte sich von der Sozialfaschismusthese. Sozialisten, Sozialdemokraten und andere linksbürgerliche Kräfte wurden seitdem als Bündnispartner in einer Einheitsfront betrachtet und selbst eine gemeinsame Einheitspartei wurde als langfristiges Ziel gesehen. Die erste Volksfront bildete sich als Front populaire in Frankreich unter Léon Blum 1936/37. In Spanien traten nach dem Putsch Francisco Francos innerhalb der Volksfrontregierung während des Spanischen Bürgerkrieges in den Jahren 1936 bis 1939 erstmals Kommunisten in eine europäische Koalitionsregierung ein (Frente Popular). Auch andere kommunistische Parteien in Europa und Südamerika gingen zu einer Volksfrontstrategie über, 1938 gründete sich etwa die Frente Popular in Chile.
Die Volksfrontpolitik der Komintern fand ihr Ende 1939. Mit dem deutsch-sowjetischen Nichtangriffspakt änderte die Komintern ihren Kurs.
Im Exil konstituierte sich in Paris (1935) der Lutetia-Kreis und in New York (1944) der Council for a Democratic Germany (CDG). Im KZ Buchenwald entstand 1944 das Volksfrontkomitee Buchenwald. In Griechenland kam es 1941 unter der deutschen Besatzung zur Gründung der EAM, einer Volksbefreiungsarmee.

## Volksfrontbegriff nach 1945
In der europäischen Nachkriegsgeschichte wurden unter sowjetischem Einfluss sogenannte Volksfront-Bündnisse geschaffen, die auch als Vaterländische Front oder als Nationale Front wie in der DDR in Erscheinung traten. Hier waren die kommunistischen Parteien allerdings die unbestrittene Führungsmacht.
In Chile war es von 1970 bis 1973 unter Salvador Allende nach freien Wahlen zu einer Volksfrontregierung gekommen, die allerdings die gewaltsame Machtübernahme des Regimes von Augusto Pinochet nicht verhindern konnte.
In enger Verbindung zum Volksfrontbegriff steht weiters die ideologische Weiterentwicklung der westeuropäischen KPs – vor allem in Frankreich, Spanien und Italien – in Richtung des sogenannten Eurokommunismus. Vor allem in Italien stimulierten der soziale Wandel der ersten Nachkriegsjahrzehnte und damit zusammenhängende Wahlerfolge der Kommunistischen Partei Italiens (KPI) Ende der 1960er Jahre einen rechtsextremen Terrorismus, der entsprechende Reaktionen von Seiten linksextremer Gruppierungen hervorrief.
Um während dieser „bleiernen Jahre“ (anni di piombo) die Souveränität der demokratischen Institutionen auf breiter Basis zu garantieren, forcierten die regierenden Christdemokraten (Democrazia Cristiana) die Zusammenarbeit mit den Kommunisten in Hinblick auf eine künftige Regierungszusammenarbeit (siehe historischer Kompromiss). Ähnlich wie in Chile scheiterten die ersten Ansätze einer großen Koalition unter Einbindung der Kommunisten letztlich 1978 an der Entführung und Ermordung des christdemokratischen Spitzenpolitikers Aldo Moro durch die linksextremen Brigate Rosse.
Mit der Nouveau Front populaire erzielte ein so benanntes Bündnis linker Parteien das stärkste Ergebnis beim zweiten Wahlgang der Parlamentswahl in Frankreich 2024.

## Andere Verwendungen des Begriffs
Als Volksfront bezeichneten sich ferner, in völlig anderem Zusammenhang, die nach Unabhängigkeit von der UdSSR und Demokratie strebenden nicht- bzw. antikommunistischen Bewegungen in einigen Sowjetrepubliken Ende der 1980er Jahre.
Der Begriff Volksfront ist außerdem die Selbstbezeichnung diverser Befreiungsbewegungen in der Dritten Welt, beispielsweise der Volksfront zur Befreiung Palästinas (PFLP).
Jüngere organisatorische (allerdings äußerst amorphe und heterogene) Zusammenschlüsse von Sozialdemokraten, (Post-)Kommunisten und bürgerlichen Kräften sind die linken Wahlkoalitionen in Italien seit den 1990er Jahren (L’Ulivo 1996 und 2001, in größerem Maßstab L’Unione sowie seit 2007 Partito Democratico).
In Lateinamerika entstand 1971 in Uruguay unter dem Begriff Frente Amplio (Breite Front) ein Parteienbündnis aus bürgerlichen, sozialistischen und kommunistischen Parteien, das 2004 erstmals Regierungsverantwortung übernahm.
Bundesrepublik Deutschland
An den Begriff der Volksfront knüpfte ferner die ursprünglich als Vorfeldorganisation der KPD/ML für die Bundestagswahl 1980 gegründete Volksfront gegen Reaktion, Faschismus und Krieg an, die sich nach der um den Slogan „Stoppt Strauß!“ zentrierten Wahlkampagne zu einer formell parteiunabhängigen, sich dem Themenbereich Antifaschismus widmenden Organisation wandelte.
In innenpolitischen Debatten der Bundesrepublik wird dieser Begriff aus den 1930er Jahren immer wieder verwendet, allerdings meist vom konservativen Lager an die Adresse der Linken, zuletzt jedoch auch von Bundeskanzler Gerhard Schröder wegen der Beteiligung des CDU-Politikers Georg Milbradt an den Demonstrationen der Gewerkschaften und der Linkspartei.PDS gegen Hartz IV.
Der Deutschlandpakt, ein 2005 geschlossenes Wahlbündnis der NPD und der DVU, wurde teilweise als „rechte Volksfront“ bezeichnet.